# 美國第二軍團
第二軍團（英語：Second Army）是美國陸軍的一個軍團，主要负责报告、评估、规划、协调、整合、同步、指导和开展美國陆军网络业务。曾參與第一次世界大戰。2017年後停止運作。該集團軍撤銷前總部位於美國弗吉尼亚州。